# Silesis andrewesi
Silesis andrewesi is een keversoort uit de familie van de kniptorren (Elateridae). De wetenschappelijke naam van de soort is voor het eerst geldig gepubliceerd in 2000 door Platia & Schimmel.